# David Hartley (1732-1813)
David Hartley le jeune (1732 - 19 décembre 1813) est un homme d'État, un inventeur scientifique et le fils du philosophe David Hartley. Il est député de Kingston upon Hull et a également occupé le poste de ministre plénipotentiaire de Sa Majesté britannique, nommé par le roi George III pour traiter avec les États-Unis d'Amérique de l'indépendance américaine et d'autres questions après la Révolution américaine. Il est signataire du traité de Paris. Hartley est le premier député à plaider la cause de l'abolition de la traite des esclaves devant la Chambre des communes, en proposant une résolution en 1776 selon laquelle « la traite des esclaves est contraire aux lois de Dieu et aux droits des hommes ».

## Biographie
Hartley est né à Bath, Somerset, Angleterre en 1732. Il s'est inscrit au Corpus Christi College d'Oxford le 6 avril 1747 à l'âge de 15 ans. Il obtient son BA le 14 mars 1750 et est membre du Merton College d'Oxford jusqu'à sa mort. Il est devenu un étudiant de Lincoln's Inn en 1759. Au cours des années 1760, il acquiert une reconnaissance en tant que scientifique et est devenu un ami intime et correspondant de Benjamin Franklin. Hartley est proche des Whigs de Lord Rockingham, bien qu'il n'ait exercé aucune fonction dans aucun des ministères de Rockingham. Il représente Kingston-upon-Hull au Parlement de 1774 à 1780 et de 1782 à 1784 et acquiert une réputation considérable en tant qu'opposant à la guerre avec l'Amérique et à la traite négrière africaine.
Il est expert en finances publiques et parle fréquemment au Parlement en opposition à la guerre en Amérique. Bien que libéral sur la politique américaine, Hartley est un ami de longue date de Lord North et n'aime pas du tout le premier ministre, William Petty FitzMaurice. Il soutient la Coalition en votant contre les préliminaires de paix de Shelburne. C'est probablement en raison de son amitié avec Benjamin Franklin et de son soutien constant à Lord Rockingham qu'il est choisi par le gouvernement comme plénipotentiaire à Paris où, le 3 septembre 1783, lui et Franklin ont établi et signé le texte définitif du traité de paix entre la Grande-Bretagne et les États-Unis.
Hartley est décédé à Bath le 19 décembre 1813 dans sa quatre-vingt-deuxième année.
Son portrait a été peint par George Romney et gravé par J. Walker en mezzotinte. Nathaniel William Wraxall dit que Hartley, « bien que dépourvu de toute recommandation personnelle de manière, possédait un talent avec une probité sans tache, ajouté à une persévérance et un travail infatigables ». Il ajoute que ses discours étaient intolérablement longs et ternes, et que « son lever fonctionnait toujours comme une cloche de dîner » (Mémoires, iii. 490).

## Écrits
Les écrits de Hartley sont principalement politiques et exposent les arguments des libéraux extrêmes de son temps. En 1764, il écrit une vigoureuse attaque contre l'administration Bute, «inscrivant l'homme qui se croit ministre». Ses écrits les plus importants sont ses Lettres sur la guerre américaine, publiées à Londres en 1778 et 1779, et adressées à ses électeurs. « La route », écrit-il, « est ouverte à la réconciliation nationale entre la Grande-Bretagne et l'Amérique. Les ministres n'ont aucun objectif national en vue... l'objectif était d'établir une domination influente de la couronne au moyen d'un revenu américain indépendant non contrôlé par le parlement ». Il cherche tout au long à défendre l'opposition à la guerre. En 1794, il imprime à Bath un argument sur la Révolution française, adressé à ses électeurs parlementaires.
Hartley édite les observations bien connues de son père sur l'homme, à Londres en 1791 et (avec des notes et des ajouts) en 1801.
En 1859, un certain nombre de journaux de Hartley sont vendus à Londres. Six volumes de lettres et autres documents relatifs à la paix sont allés en Amérique et sont passés dans la collection de LZ Leiter de Washington, DC ; d'autres sont au British Museum.

## Inventions
Au cours de ses dernières années, Hartley étudie la chimie et la mécanique. En 1774, il publie le Compte rendu d'une méthode de sécurisation des bâtiments et des navires contre l'incendie, en plaçant de fines planches de fer sous les planchers et en les fixant aux plafonds, en partie pour empêcher l'accès immédiat au feu et en partie pour arrêter la libre circulation de l'air. Il construit une maison à Putney Heath pour vérifier l'efficacité de son invention. Un obélisque est construit sur la lande, à côté du coin de Tibbet, en 1776, marquant la décision du lord-maire de Londres de donner à Hartley 2 500 £ pour le travail sur ses plaques à feu. Il fait mention de son érection lors du 110e anniversaire du grand incendie de Londres. À l'occasion d'un incendie à Richmond House, le 21 décembre 1791, il écrit une brochure vantant la valeur de ses plaques à feu.
L'obélisque de brique avec une pierre de fondation fortement inscrite se dresse toujours sur Putney Heath, près de là où l'A219 vire de l'A3 à Tibbet's Corner, en direction de Putney. Depuis 1955, l'obélisque est un bâtiment classé Grade II .